# Ham Fisher
Pour les articles homonymes, voir Fisher.
Ham Fisher né le 24 septembre 1900 à Wilkes-Barre en Pennsylvanie et mort le 27 décembre 1955 à New York est un auteur de comics dont la création principale est Joe Palooka.

## Biographie
Hammond Edward Fisher naît le 24 septembre 1900 à Wilkes-Barre en Pennsylvanie. En 1919, il commence à produire des illustrations pour des journaux. En 1920, il dessine ses premiers épisodes de Joe Palooka et essaie de les vendre mais sans succès. En 1927, il déménage à New York et tente de nouveau de vendre ses strips. Cette fois il y parvient et son strip est diffusé nationalement. Pour l'aider il engage des assistants dont Al Capp. Rapidement, les deux se disputent et leur haine mutuelle ne s'éteint qu'à la mort de Fisher. Celui-ci pour se venger de Capp, l'accuse d'obscénité devant un tribunal. Pour convaincre le juge, il produit des strips supposés être d'Al Capp mais qu'il a en réalité produits. Al Capp gagne le procès quand la forfaiture de Fisher est démontrée. Fisher est ensuite exclu de la National Cartoonists Society. Cette même année, en 1954, sa maison dans le Wisconsin est détruite par une tempête. Il loge alors dans une résidence secondaire d'un de ses amis. Le 27 décembre 1955, Fisher s'y suicide.